# Josephus Jacobus van Geen
Josephus Jacobus baron van Geen (Gent, 1 september 1775 – Rijswijk, 10 november 1846) was een Nederlands generaal, ridder en officier in het Legioen van Eer en ridder en commandeur in de Militaire Willems-Orde.

## Familie
Baron van Geen was een lid van de familie Van Geen en de zoon van Arnoldus van Geen (1738-1783) en Judoca Liedts (overleden na 30 oktober 1795). Hij trouwde in 1795 met Antonetta van Meeteren (1776-1863); zij kregen acht kinderen van wie vier zonen overleden voor 1831.
- Dirk Wilhelmus van Geen (1796-1823), ook officier en ridder in de Militaire Willems-Orde. Hij overleed voor de verheffing van zijn vader in de adelstand waardoor hij zelf niet van adel werd, zijn kinderen wel.
- Gerrit van Geen (1799-1839), militair adjudant intendant.
- Mattheus van Geen (1801-1866), luitenant-generaal, ridder in de Militaire Willems-Orde, adjudant i.b.d. van koning Willem III. Zijn kleinzoon François Marie Leon van Geen (1866-1944) was officier en ook ridder in de Militaire Willems-Orde.
- Antonetta Josephina van Geen (1809-1862); tr. 1833 dr. Louis Philippe Jacob Snabilié (1797-1865), generaal-majoor en ridder in de Militaire Willems-Orde.

## Loopbaan
Van Geen volgde middelbaar onderwijs te Leuven en ging in 1789 in dienst van de Staten van Brabant, die keizer Jozef II als hertog hadden afgezet. Nadat de onlusten door dienst opvolger, keizer Leopold II waren bedwongen, ging het leger der Staten in november 1790 uiteen en nam Van Geen in juli 1791 dienst in een corps Zuid-Nederlandse uitgewekenen, dat zich in Frankrijk, niet ver van de grens der Oostenrijkse Nederlanden verzameld had. Dit corps vocht met het Franse leger en rukte in juni 1792 voorwaarts, maar werd niet lang daarna teruggeslagen. Op 15 juni 1792 werd Van Geen benoemd tot onderluitenant.

### Napoleontische Oorlogen
In 1793 veroverde het Franse leger bijna de gehele Oostenrijkse Nederlanden en kwam zelfs tot diep in Staats-Brabant. Van Geen werd tijdens het beleg van Willemstad, op 6 maart 1793, tot eerste luitenant bevorderd. In april werden de Fransen weer teruggeslagen; Van Geen bevond zich van 14 juni tot 28 juli 1793 in de vesting Valencijn, die door de Engelsen en Oostenrijkers belegerd werd en waar hij aan de rechterhand gewond raakte. Op 5 november werd zijn corps in het Franse leger opgenomen en in 1794 rukten de Fransen weer vooruit. Bij Walem kreeg Van Geen op 16 juli een sabelhouw op het hoofd en even daarna een kartetskogelwond aan de rechterdij. Nadat Pichegru de Noordelijke Nederlanden was binnengedrongen en door de patriotten als bevrijder was toegejuicht, ging Van Geen op 22 september in dienst der Bataafse Republiek over. In september 1796 vocht hij met Bataafse hulptroepen bij Düsseldorf en op 11 december 1797 werd hij benoemd tot kapitein.

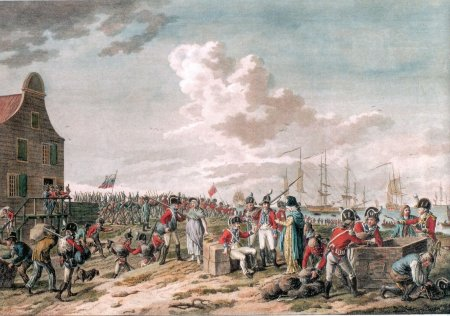
Inval van de Russen en de Engelsen, gedurende welk tijdvak Van Geen zich onderscheidde.

Bij de inval der Engelsen en Russen in Noord-Holland in augustus 1799 was Van Geen commandant van een bataljon Jagers onder Chassé; hij onderscheidde zich bij een nachtelijke tocht van Den Helder naar Zijpe, waarbij zijn bataljon de voorhoede uitmaakte en men door de moerassen van het Koegras moest waden. Op 10 september werd hij door een kartetskogel aan het rechterbeen gewond. In de Slag bij Bergen raakte hij op 19 september bij Schoorl in Engelse gevangenschap, maar werd spoedig uitgewisseld. Op 15 februari 1807 werd Van Geen bevorderd tot luitenant-kolonel, op 29 augustus 1809 tot kolonel en tot commandant van het 8ste regiment infanterie benoemd. Na de inlijving werd hij in juni 1811 met een deel van het regiment naar Bayonne en vervolgens naar Portugal gedirigeerd. Op de weg daarheen verborg hij zich op een kerkhof te San Christoval, waardoor hij een belangrijk konvooi uit de handen van de vijand redde. Voor dit wapenfeit verkreeg hij het Legioen van Eer. Pas op 15 maart 1812 kon Van Geen zich bij het leger onder Marmont voegen. Bij Salamanca redde hij, op 22 juli, een vaandel en ook bij Burgos en bij Pampeluna onderscheidde hij zich. Voor deze en andere zaken werd hij op 14 december 1813 benoemd tot Officier in het Legioen van Eer. Op 11 november van dat jaar ging hij doodziek met verlof naar La Rochelle, waar hij naar een langdurig ziekbed genas. Pas op 14 oktober 1814 keerde hij naar Nederland terug en trad als kolonel in dienst. Op 21 april 1815 werd hij tot generaal-majoor bevorderd en te Leuven geplaatst. Van Geen vocht niet mee tijdens de Slag bij Waterloo; op 29 juni werd hij bevorderd tot bevelhebber te Namen en op 21 december 1818 aangesteld als provinciaal commandant te Utrecht; op 24 november 1816 werd hij benoemd tot ridder der Militaire Willems-Orde.

### In Nederlands-Indië
Op 3 november 1819 werd Van Geen gedetacheerd bij het Nederlands leger in Oost-Indië en vertrok daar met zijn zoon Mattheus naartoe. Bij zijn aankomst, in augustus 1820, werd hij benoemd tot commandant der infanterie en der artillerie van dat leger. In 1822 overtuigde hij zich, op een reis door Java en Madoera, van de toestanden aldaar. Door de invloed, die hij op de hoofden te Madoera verkreeg, kreeg hij gedaan dat in de daarop volgende jaren een groot aantal Madoerezen in de Nederlandse oorlogen in Indië tot de Nederlandse hulptroepen behoorden. Toen de sultans van Boni en Soepa in het zuiden van Celebes, in 1824, tegen het Nederlandse bestuur waren opgestaan, en een daarheen gezonden expeditie, onder luitenant-kolonel de Stuers onverrichter zake was teruggekeerd, werd Van Geen tot commandant van een leger en een vloot benoemd met de opdracht genoemde landen te onderwerpen. Hij kwam op 12 januari 1825 te Makassar aan en, na de orde eerst aan de zuidkust hersteld te hebben, richtte hij de hoofdaanval tegen het door een vrouw geregeerde rijk der Boeginezen, Boni, aan de westkust; op 25 maart begonnen, wist hij een zeer hardnekkige tegenstand volledig te overwinnen, ondanks dat zijn troepen sterk door de koortsen werden aangetast. Op 27 juni werd Soepa aan de oostkust aangevallen en na enige tijd was ook daar de orde hersteld.

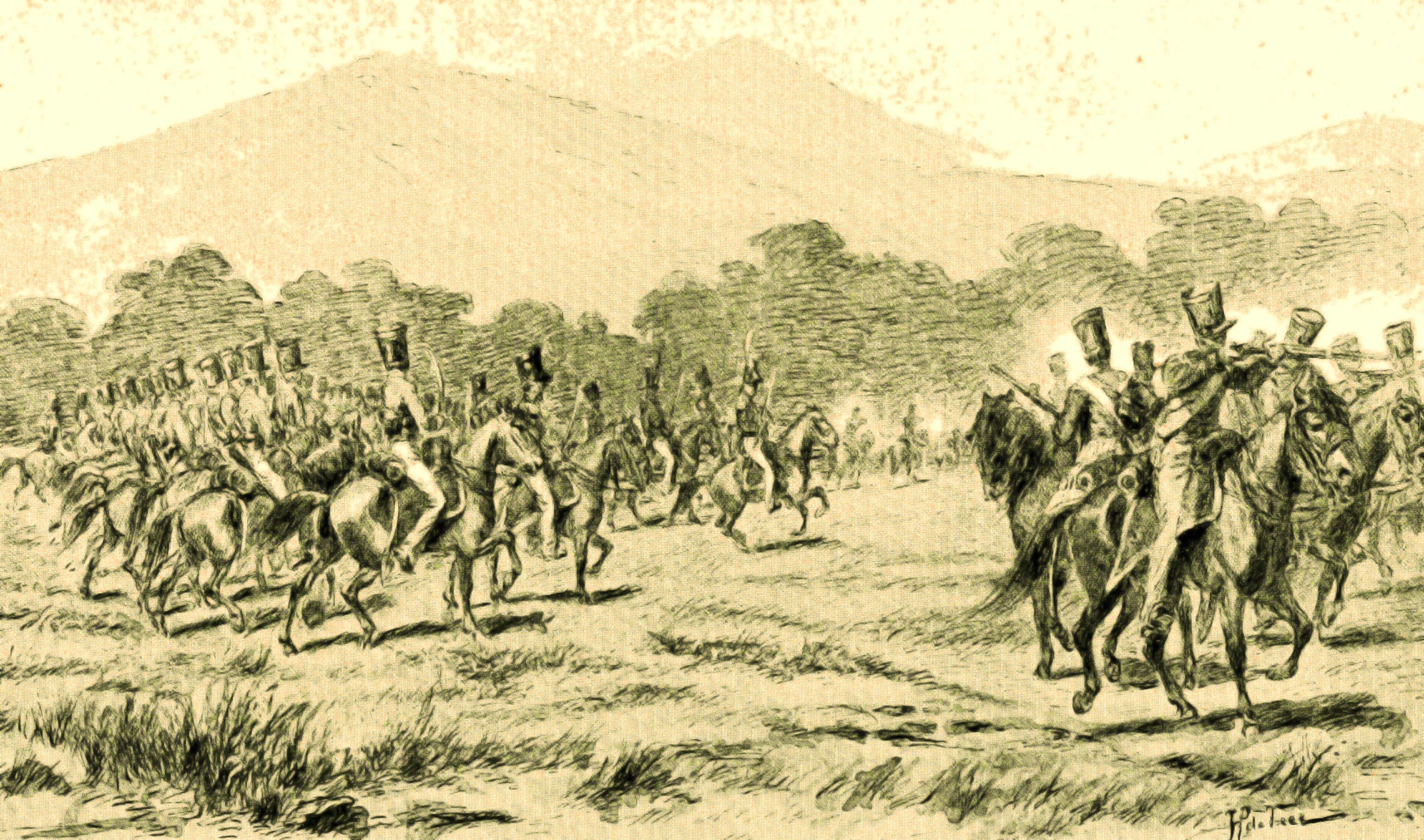
Generaal Van Geen nabij Dixo.

Op 30 augustus 1825 kwam Van Geen aan te Sedajoe en werd aan hem, in verband met de kort tevoren begonnen opstand van Dipa Negara, oom van de minderjarige sultan van Djokja, opdracht gegeven zich onmiddellijk naar Soerabaja te begeven en daar het bevel over te nemen van de troepen, die daar de opstand zouden moeten bedwingen. Hij werd onder luitenant-gouverneur-generaal, generaal de Kock gesteld en heeft door zijn energieke maatregelen in september en oktober Samarang, waar de opstand hevig broeide, gered. Hij bedwong de sultan van Serang en veroverde het middelpunt van het verzet Demak.
Toen De Kock na het vertrek van de gouverneur-generaal, op 31 december 1825, dat ambt moest waarnemen, droeg hij het commando over het leger tegen Dipa Negara aan Van Geen over. Op 3 februari 1826 kwam de nieuwe landvoogd te Batavia aan en deze nam op 2 april het opperbevel over het leger weer over. Op 28 juli 1826 trok Van Geen met zijn troepen over de rivier Progo en werd toen omsingeld, maar door tijdige tussenkomst van een van zijn afdelingen gered. Steeds bleef de guerrilla voortduren; Van Geen bestookte de vijand telkens, maar het gelukte niet de hoofden gevangen te nemen. In het begin van 1827 vertrok hij tot herstel van zijn geschokte gezondheid naar Batavia. Op 26 december 1826 werd hij tot luitenant-generaal bevorderd en tegelijk bepaald, dat hij naar het moederland zou terugkeren, maar toen dit bericht te Batavia aankwam, werd aan de laatstgenoemde bepaling geen gehoor gegeven. Van Geen keerde in augustus terug naar het oorlogsterrein, waar hij nu het opperbevel voerde, maar op 13 maart 1828 gaf hij dit aan generaal de Kock over en op 24 juni scheepte hij zich in naar Nederland, waar hij benoemd werd tot bevelhebber in het 6de commando ter standplaats Namen. Kort daarvoor was hij benoemd tot commandeur in de Militaire Willems-Orde.

### In Nederland
Na de Belgische opstand, toen bijna alle soldaten van het Naamse garnizoen langzamerhand overliepen, trok hij zich met de getrouwen aan de (Nederlandse) regering, op de citadel terug. Hij hield zich daar staande tot 5 oktober 1830 en trok toen, met 250 van de 4.000 man, naar Antwerpen. Op 23 oktober bereikte hem aldaar een voorstel van de overgelopen generaal Nypels om zijn voorbeeld te volgen, en omdat hij toch Belg was, de Belgische zijde te kiezen. Dit schrijven werd niet door hem beantwoord. Op 26 oktober werd aan Van Geen het bevel over alle uit België teruggetrokken troepen opgedragen. Hij vestigde zijn hoofdkwartier te Ginneken en kort daarna te Breda. Op 23 maart 1831 gaf hij dit bevel aan prins Frederik over. Hij werd kort daarna hoofd van de eerste divisie, die in Noord-Brabant het meest westelijk gelegerd was. In de Tiendaagse Veldtocht van 2 tot 12 augustus 1831 trok hij over Baarle-Nassau en Turnhout naar Diest en vervolgens naar Boutersem, steeds zijdelings bestookt door het leger van Niellon. Vooral bij Sint-Joris-Winge en Boutersem werden zware gevechten geleverd. Met de prins van Oranje trok hij op 12 augustus Leuven binnen, maar door de hulp van het Franse leger, werd door Willem I besloten, de vijandelijkheden te staken, zodat het Nederlandse leger op 14 augustus de terugtocht begon. Van Geen vestigde zich als commandant der eerste divisie weer in Breda en bleef deze functie vervullen totdat hij op 1 januari 1841 gepensioneerd werd. Hij vestigde zich op een door hem aangekochte buitenplaats Veldzicht, onder Rijswijk, en werd op 23 maart 1845 tot luitenant-generaal benoemd. In 1831 was hij al in de adelstand verheven met de titel baron bij eerstgeboorte. Van Geen overleed op 10 november 1846 en werd op het plaatselijke kerkhof bijgezet.

## Militaire loopbaan
- Cadet: 1789[2][3]
- Tweede luitenant: 17 oktober 1792[2][3]
- Eerste luitenant: 6 maart 1793[2][3]
- Kapitein: 11 december 1797[3]
- Luitenant-kolonel: 15 februari 1807[2][3]
- Kolonel: 29 augustus 1809[2][3]
- Generaal-majoor: 21 april 1818[2]- 15 april 1815[3]
- Luitenant-generaal: 20 december 1826[2][3]
- Generaal der Infanterie: 23 maart 1845[2][3]

## Onderscheidingen
- Ridder in het Legioen van Eer,[2] per 9 januari 1813[4]
- Officier in het Legioen van Eer op 14 december 1813[2][3]
- Ridder der derde klasse in de Militaire Willems-Orde op 24 november 1816 als Generaal-majoor voor "wegens vroeger bewezen diensten"[2][5]
- Commandeur in de Militaire Willems-Orde op 4 juli 1829 als Luitenant-generaal voor "Java-Java-oorlog juli 1825 tot 19 juni 1828"[2][6]
- Commandeur in de Orde van de Nederlandse Leeuw op 31 augustus 1831[7]
- Metalen Kruis 1830-1831 op 31 augustus 1831[7]

- Biografisch Portaal: 05221629
- Gemeinsame Normdatei: 1050466489
- International Standard Name Identifier: 0000 0003 9044 626X
- Nederlandse Thesaurus van Auteursnamen: 073372374
- Virtual International Authority File: 284076212
- WorldCat: E39PBJvXgRV69RfBX8k8fvbcfq